# Noma

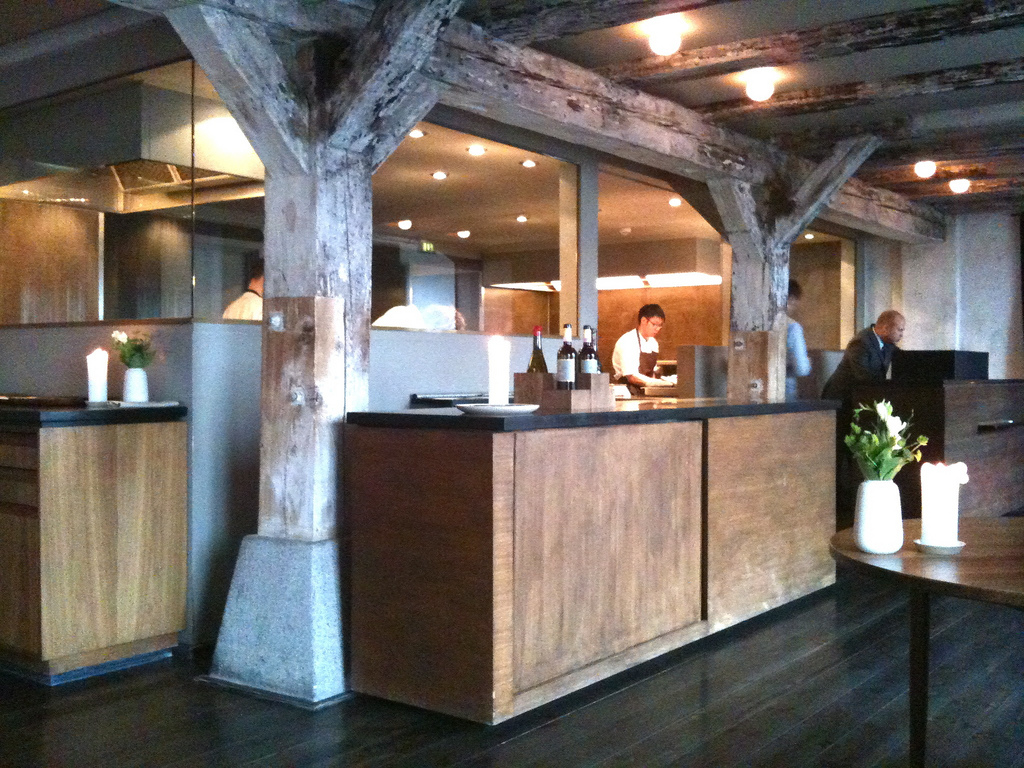
Az étterem belső tere

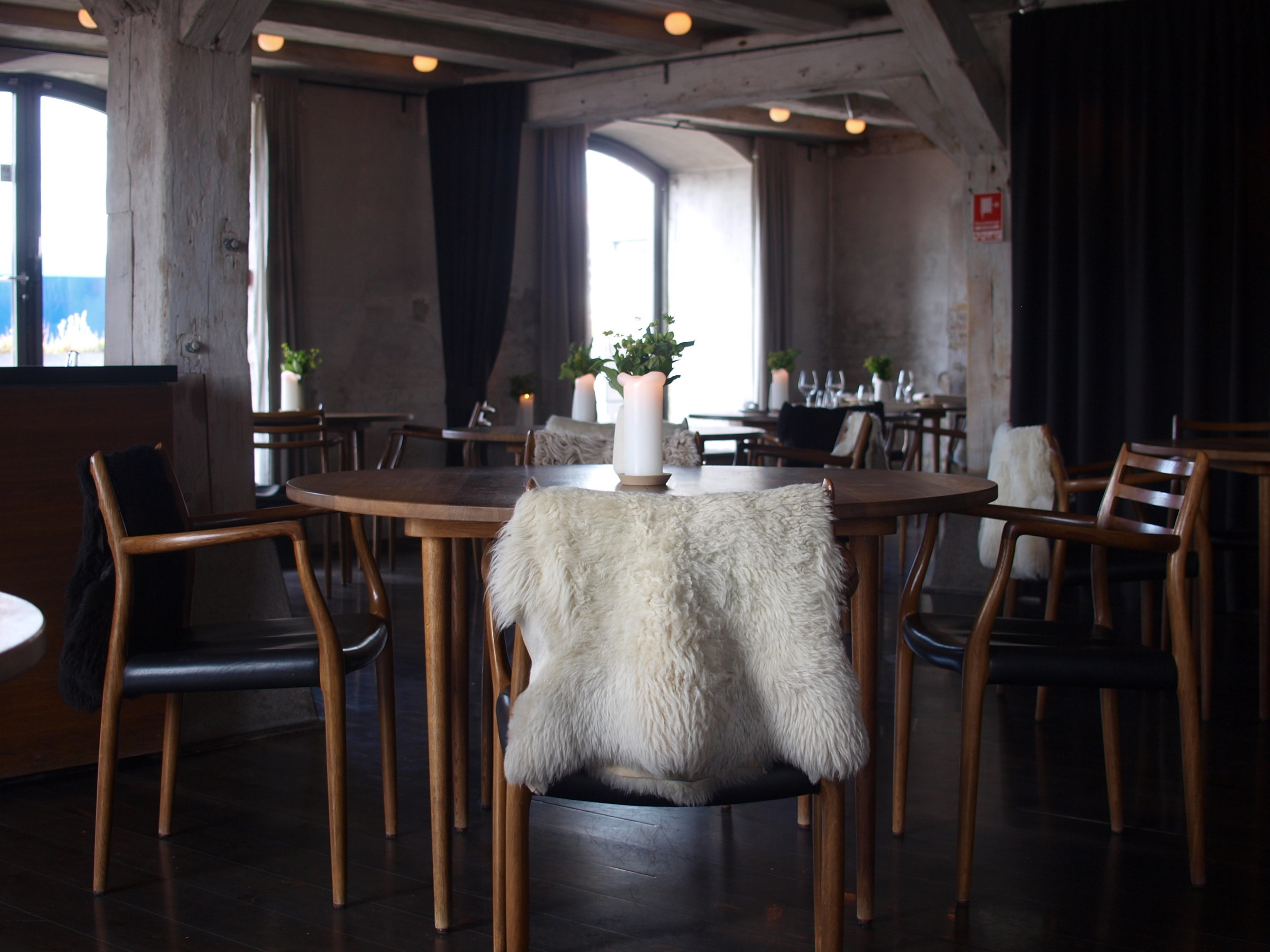
Az étterem belső tere

A Noma három Michelin-csillagos étterem Koppenhágában, amely modern skandináv specialitásokat kínál. A Christianshavn negyedben, a Nordatlantens Brygge kulturális központ régi raktárházból átalakított épületében található. Konyhájában a hagyományos skandináv alapanyagok és főzési módszerek innovatív gasztronómiai gondolkodással párosulnak. A friss alapanyagokat hetente többször repülőn szállítják Grönlandról, Feröerről és Izlandról.

## Történelem
A Noma 2004 októberében nyílt meg a koppenhágai kikötő egyik régi raktárépületében. Neve a „nordisk mad”, azaz „északi étel” kifejezés rövidítése. 2005-ben kapta az első, 2007 áprilisában pedig a második Michelin-csillagot.

## Ételek
Az étterem regionális konyhát vezet szezonális étlappal. Alapanyagai között a grönlandi pézsmatulok, észak-atlanti tengeri alga, feröeri kékkagyló, szárított fésűkagyló, norvég vörös pisztráng, gotlandi birka, izlandi sajt, lappföldi bor mellett füstölt velő, fogas, éretlen fekete bodza, nyírfaszirup és a vízitorma is megtalálható.
Egy „Noma ebéd” ára a cím elnyerés előtt 995 dán korona volt.

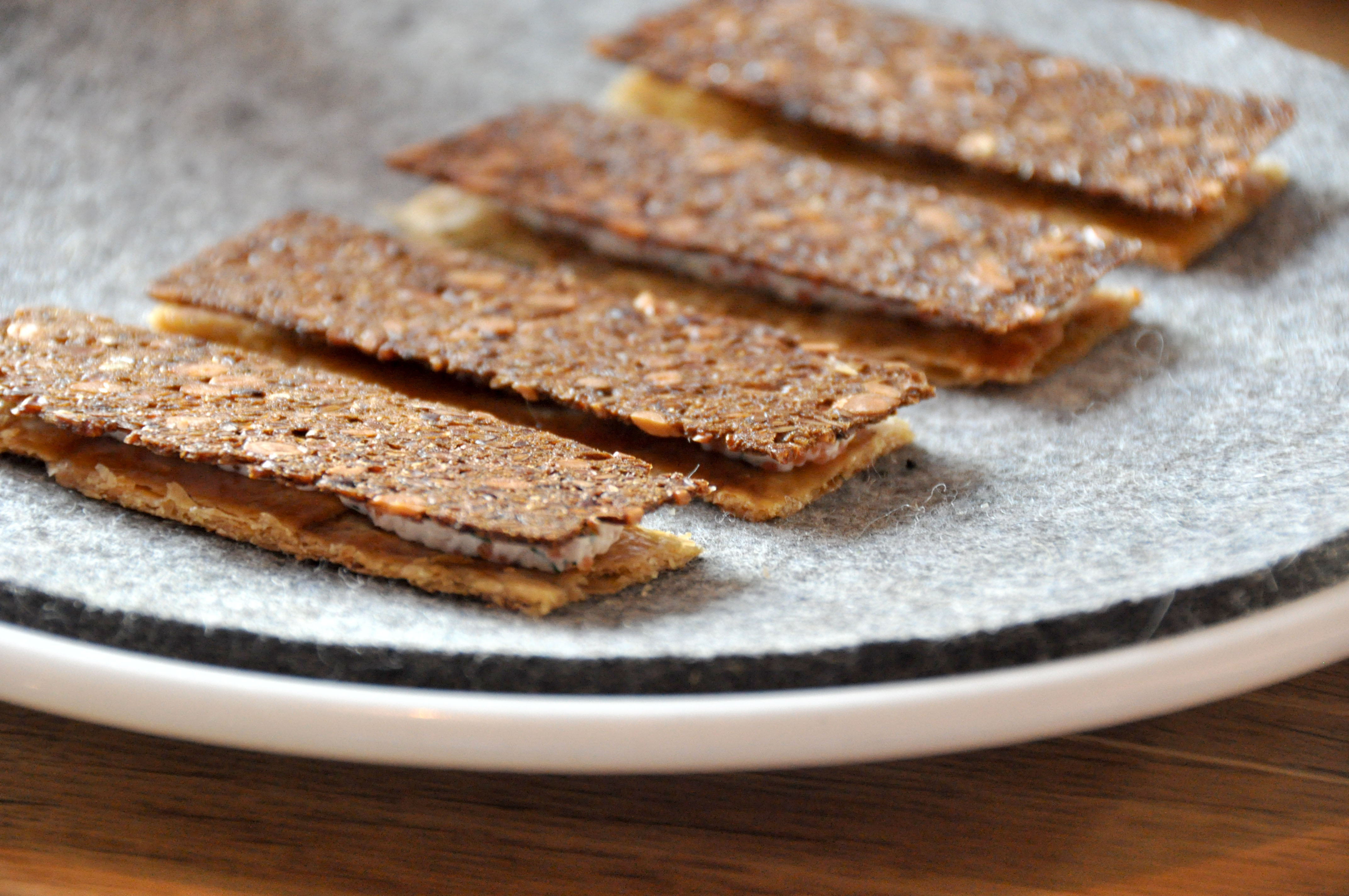
Rozskenyér és sült csirkebőr füstölt sajttal és dán kaviárral
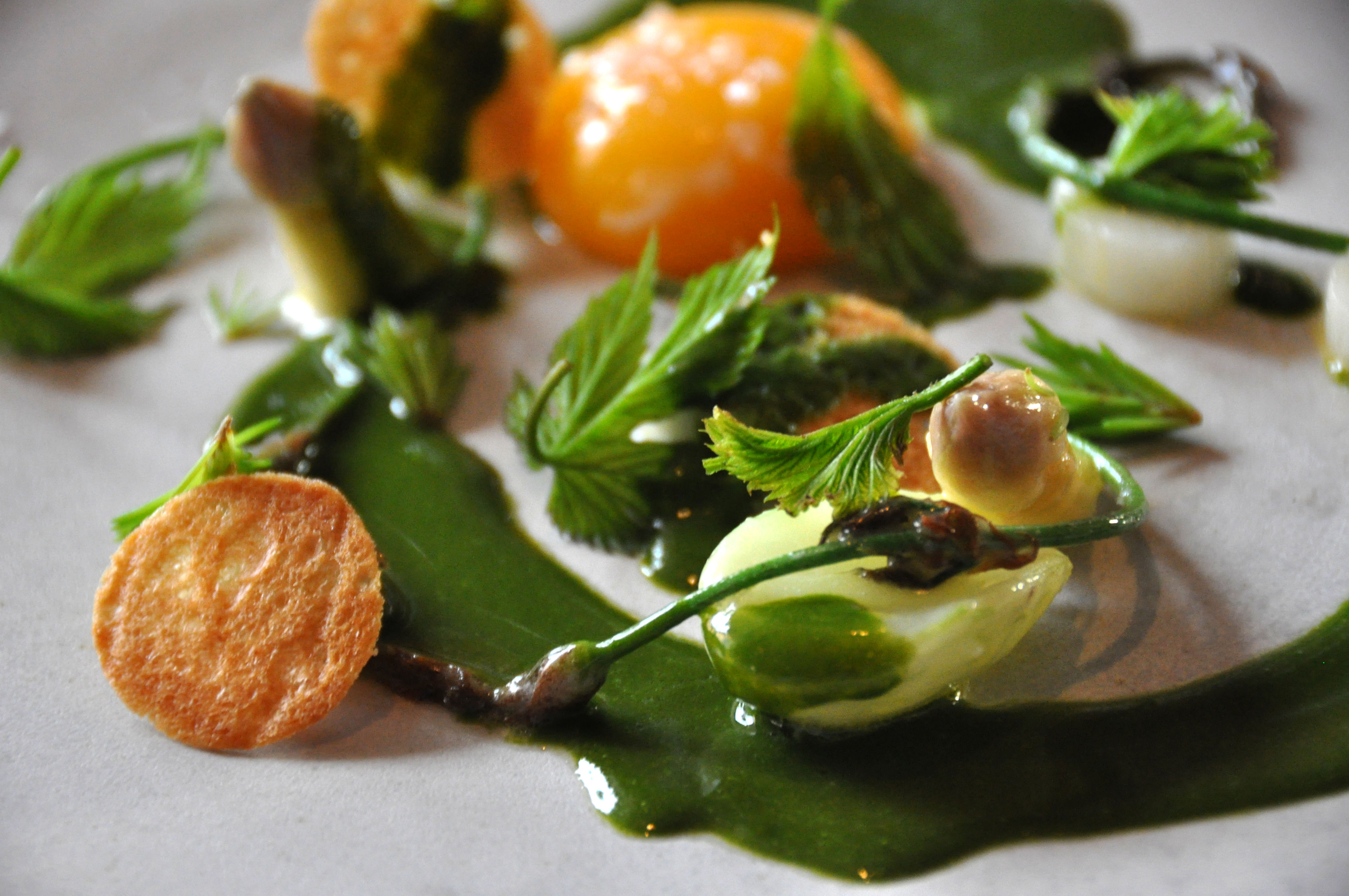
Fehér spárga buggyantott tojás sárgájával és szagosmüge-mártással
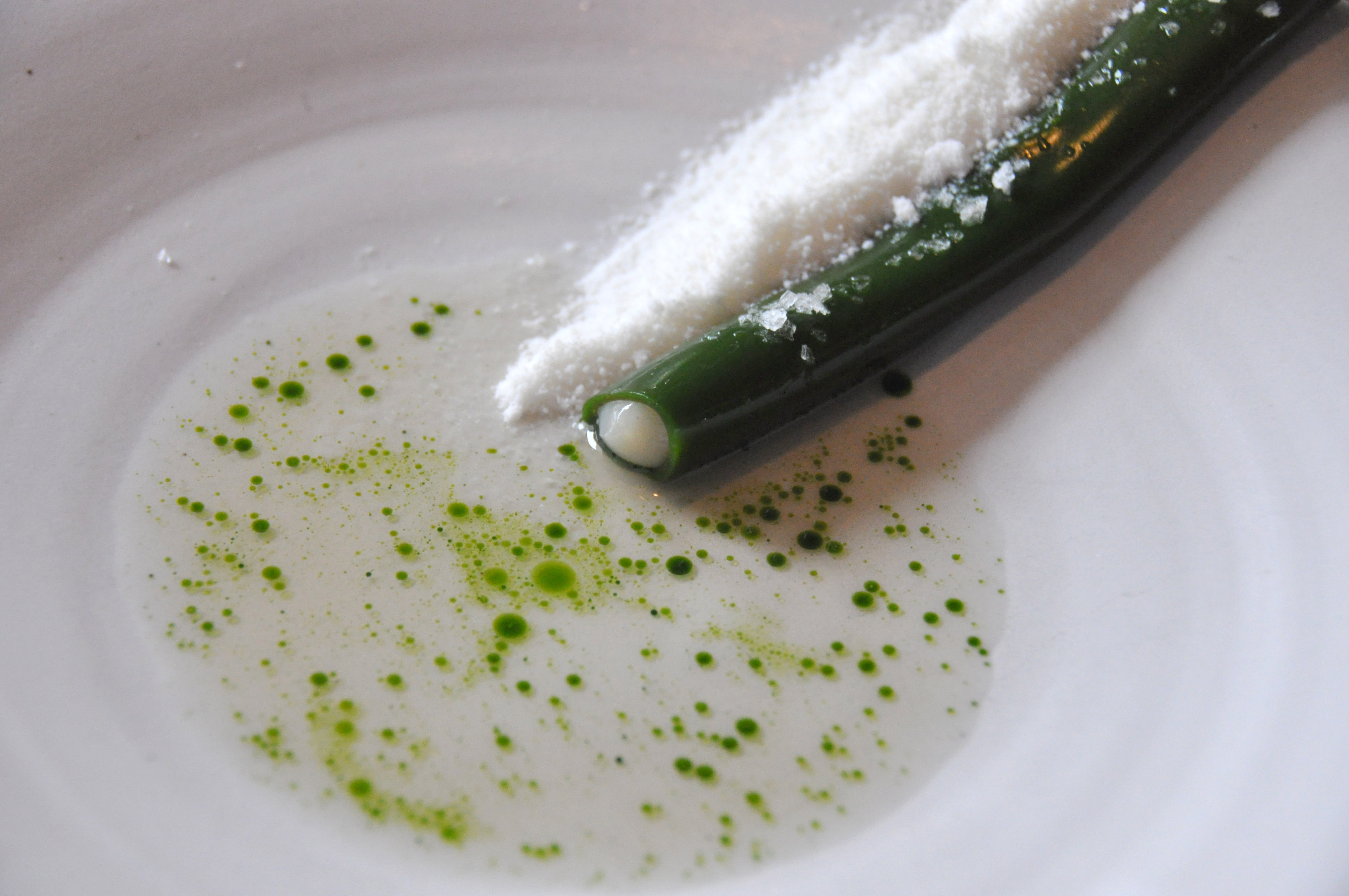
Nyers hüvelykagyló petrezselyemmel, író-hóval és tormával
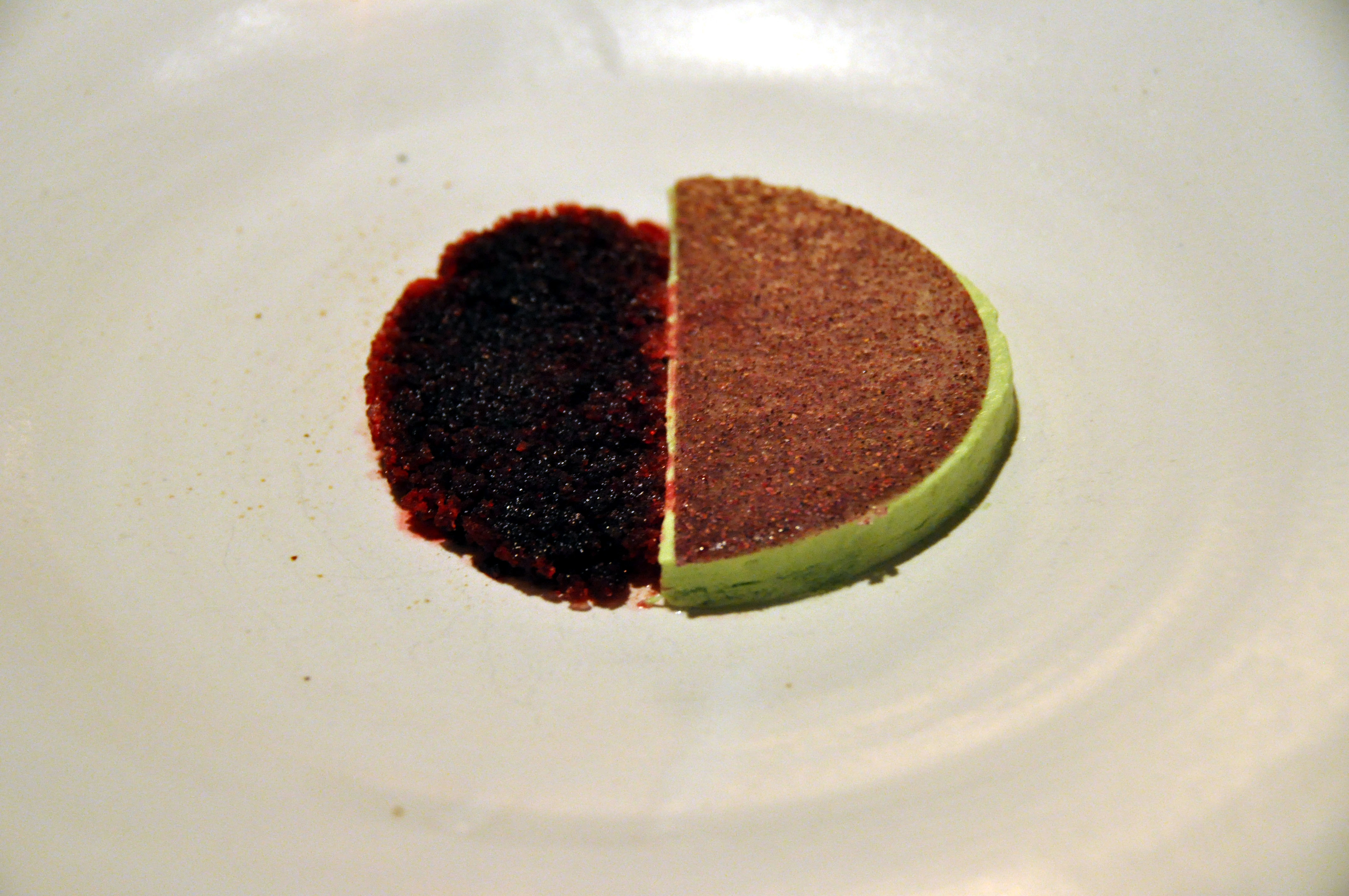
Sóskamousse és csipkebogyó- és céklaszorbet

## Személyzet
A Noma séfje az apai ágon albán származású dán René Redzepi. Korábban a Pourcel fivérek montpellieri éttermében, Thomas Keller keze alatt a kaliforniai French Laundryban, illetve a Ferran Adrià vezette spanyolországi El Bulliban dolgozott. 2003-ban Mads Redslunddal, az új skandináv konyha másik vezéralakjával bejárta egész Skandináviát, hogy megismerjék a hagyományos alapanyagokat, illetve főzési és tartósítási eljárásokat.
Társtulajdonosa Claus Meyer.

## Díjak, elismerések
A brit Restaurant Magazine szakértőinek szavazása alapján 2010-ben és 2011-ben a világ legjobb éttermének választották, de már 2009-ben is a harmadik helyet foglalta el a listán. (Korábbi helyezései: 2006 – 33., 2007 – 15., 2008 – 10.)
A 2011 márciusában megjelent Michelin Guide – a korábbihoz hasonlóan – két csillaggal ismerte el.

## Fordítás
- Ez a szócikk részben vagy egészben a Noma (restaurant) című angol Wikipédia-szócikk ezen változatának fordításán alapul.  Az eredeti cikk szerkesztőit annak laptörténete sorolja fel. Ez a jelzés csupán a megfogalmazás eredetét és a szerzői jogokat jelzi, nem szolgál a cikkben szereplő információk forrásmegjelöléseként.